# قطعنامه ۹۹۵ شورای امنیت
قطعنامه ۹۹۵ شورای امنیت سازمان ملل متحد که در تاریخ ۲۶ مه ۱۹۹۵ (۰۵ خرداد ۱۳۷۴) تصویب شد، سندی بین‌المللی دربارهٔ صحرای غربی است. این قطعنامه طی نشست ۳۵۴۰ام با ۱۵ رای موافق، ۰ مخالف و ۰ ممتنع تصویب شد.